# 小行星1863
小行星1863（1863 Antinous）是一颗围绕太阳公转的小行星。1948年3月7日，卡爾·維爾塔寧在汉密尔顿山发现了此天体，
該小行星以古羅馬皇帝哈德良的男寵安提諾烏斯命名。
这颗小行星的绝对星等为267.9999960666574等。